# Яров, Юрий Фёдорович
Ю́рий Фёдорович Я́ров (род. 2 апреля 1942, Мариинск, Новосибирская область) — советский, российский государственный деятель; председатель Ленинградского облисполкома (1989—1990), председатель Леноблсовета (1990—1991), заместитель председателя Верховного совета РСФСР (1991—1993), заместитель Председателя Правительства Российской Федерации (1992—1996), исполнительный секретарь Содружества Независимых Государств (1999—2004).

## Биография
Юрий Фёдорович Яров родился 2 апреля 1942 года в семье служащего в городе Мариинске Мариинского района Новосибирской области, ныне город областного подчинения Кемеровской о́бласти — Кузба́сса.
С 1957 года, окончив среднюю школу, работал учеником слесаря Линолеумного завода (Лиепая, Латвийская ССР).
С 1964 года, окончив Ленинградский технологический институт по специальности «Технология пластических масс» с квалификацией «инженер-технолог-химик», работал начальником смены, инженером-конструктором, начальником цеха на Линолеумном заводе в Лиепае. В 1967 году вступил в КПСС.
С 1968 года работал в Гатчине:
- заместитель начальника цеха, начальник цеха, начальник планово-производственного отдела, секретарь парткома электромеханического завода «Буревестник»; в 1974 году заочно окончил Ленинградский инженерно-экономический институт с квалификацией «организатор промышленного производства»;
- заведующий промышленно-транспортным отделом Гатчинского горкома КПСС (1976—1978);
- директор завода «Буревестник» (1978—1985);
- первый секретарь Гатчинского горкома (1985—1987), член Ленинградского обкома КПСС.

С 1987 года — заместитель председателя, с 5 августа 1989 по апрель 1990 года — председатель Ленинградского облисполкома (его заместителем был В. А. Зубков).
В марте 1990 года был избран народным депутатом РСФСР (по Лужскому территориальному округу № 142) и депутатом Леноблсовета; на первой сессии Леноблсовета в апреле 1990 подавляющим большинством голосов был избран его председателем и занимал этот пост по октябрь 1991 года. Под руководством Ю. Ф. Ярова Леноблсовет проявлял политическую лояльность по отношению к руководству РСФСР. В августе 1991 года Ю. Ф. Яров был заочно включён в состав Ленинградского Комитета по чрезвычайному положению, однако отмежевался от путчистов и высказал поддержку российским властям; Леноблсовет совместно с Ленсоветом приняли участие в организации сопротивления перевороту.
На Съездах народных депутатов России входил в депутатскую фракцию «Левый центр», при голосовании выступал с центристских или умеренно-консервативных позиций. На I Съезде (июнь 1990) баллотировался на пост заместителя Председателя Верховного совета, на V Съезде (июль 1991) — на пост Председателя Верховного совета (в обоих случаях не набрал необходимого числа голосов).
17 сентября 1991 года подписал протокол между правительством Эстонской Республики и руководством Ленинградской области и Санкт-Петербурга (совместно с премьер-министром Временного правительства Эстонской Республики Э. Сависааром и председателем Санкт-Петербургского городского Совета народных депутатов А. Н. Беляевым), установивший временные правила пересечения границы.
С 30 сентября по 6 ноября 1991 года — полномочный представитель Президента РСФСР в Санкт-Петербурге и Ленинградской области (назначен по предложению А. А. Собчака).
С 1 ноября 1991 года — заместитель председателя Верховного совета РСФСР Р. И. Хасбулатова; курировал вопросы организации работы органов власти на местах, взаимоотношений с республиками в составе России и с республиками бывшего СССР, в частности:
- возглавлял российскую делегацию на переговорах с Украиной о статусе Черноморского флота (1992);
- участвовал в переговорах с Эстонией о границах;
- возглавлял рабочую группу по подготовке Федеративного договора,
  - участвовал в переговорах с Татарстаном о его присоединении к Федеративному договору, пытался предотвратить его обособление от России;
- участвовал в стабилизации межнациональных отношений на Северном Кавказе (1992—1993),
  - возглавлял временную депутатскую комиссию для наблюдения и содействия мирному урегулированию осетино-ингушского конфликта (ноябрь 1992),
  - способствовал освобождению президента Конфедерации горских народов Кавказа М. Ю. Шанибова, арестованного в Нальчике по обвинению в разжигании межнациональной розни и за призывы к войне (на стороне Абхазии против Грузии).

В 1992 году участвовал в работе Всероссийского союза «Обновление», созданного А. И. Вольским (член бюро оргкомитета, с 30.5.1992 — член Координационного совета); политического блока «Гражданский союз».
С 23 декабря 1992 по 24 июля 1996 года — заместитель председателя правительства Российской Федерации, возглавляемого В. С. Черномырдиным, курировал деятельность федеральных органов исполнительной власти и организаций при Правительстве, относящихся к «социальному блоку». Кроме того, входил в состав рабочей комиссии по доработке президентского проекта Конституции России (с мая 1993), отвечал за подготовку механизма реализации положений Федеративного договора, был председателем Межгосударственного экономического комитета СНГ (с декабря 1994). На выборах в Государственную думу в 1993 году баллотировался по списку блока «Выбор России» (региональный список по Чувашии). В 1996 году возглавлял исполком штаба избирательной кампании Президента РФ Б. Н. Ельцина. С 7 декабря 1995 по 23 мая 1997 года являлся председателем Совета по русскому языку при Президенте РФ.
С 24 июля 1996 — заместитель, с 28 марта 1997 года — первый заместитель руководителя администрации Президента Российской Федерации. Действительный государственный советник Российской Федерации 1 класса (3.12.1996).
С декабря 1998 по апрель 1999 года — полномочный представитель Президента в Совете Федерации Федерального Собрания Российской Федерации.
Со 2 апреля 1999 по 14 июня 2004 года — Председатель Исполнительного Комитета СНГ — исполнительный секретарь СНГ; был сторонником создания зоны свободной торговли, введения единой валюты и организации сил быстрого реагирования.
В июле-августе 2004 года — советник руководителя Федерального агентства по промышленности Б. С. Алёшина. С августа 2004 года — директор ФГУП «Северное проектно-конструкторское бюро» (специализируется на проектировании боевых кораблей) в Санкт-Петербурге.
Имеет одиннадцать авторских свидетельств об изобретениях.

## Семья
Женат. Имеет дочь Светлану и сына Александра, а также троих внуков (Наталья, Олег, Максим) и троих правнуков (Юрий, Екатерина, Михаил).

## Награды
- Ордена:
  - «Знак Почёта» (1974)
  - Трудового Красного Знамени (1984)[1]
  - «За заслуги перед Отечеством» IV степени (10 декабря 1995) — за заслуги перед государством и большой личный вклад в подготовку и проведение мероприятий, посвященных 50-летию Победы в Великой Отечественной войне 1941—1945 годов[13]
  - Дружбы (1 апреля 2002) — за большой вклад в укрепление дружбы и сотрудничества между государствами — участниками СНГ[14]
  - князя Ярослава Мудрого V степени (Украина, 2 апреля 2002) — за весомый личный вклад в развитие межгосударственных отношений Украины со странами Содружества Независимых Государств[15][16]
  - Почёта (12 июля 2004) — за большой вклад в укрепление дружбы и сотрудничества между государствами — участниками СНГ и многолетний добросовестный труд[17]
- Медали:
  - «За доблестный труд в ознаменование 100-летия со дня рождения В. И. Ленина» (1970)
  - «В память 300-летия Санкт-Петербурга» (1996)
  - «Защитнику свободной России» (2002)[1]
  - «За гражданские заслуги» (Meritul Civic, Молдова, 1 апреля 2002) — в знак признания особых заслуг в развитии многостороннего сотрудничества между странами СНГ[18]
- Почётные грамоты:
  - Правительства Российской Федерации (2 апреля 2002) — за заслуги перед государством и многолетний плодотворный труд[19]
  - Президента Российской Федерации (12 декабря 2008) — за активное участие в подготовке проекта Конституции Российской Федерации и большой вклад в развитие демократических основ Российской Федерации[20]
  - Кабинета Министров Украины
- Благодарности:
  - Президента Российской Федерации (1993, 1995, 9.7.1996[21], 1997, 1998)[1]
  - Президента Республики Беларусь (2002)[1]
- Золотой Почётный знак «Общественное признание» (2001)[22]
- Почётный знак Содружества Независимых Государств (16 сентября 2004)  — за активную работу по укреплению и развитию Содружества Независимых Государств[23]
- Орден «Содружество» (25 марта 2002, Совет Межпарламентской Ассамблеи государств — участников Содружества Независимых Государств) — за активное участие в деятельности Межпарламентской Ассамблеи и её органов, вклад в укрепление дружбы между народами государств — участников Содружества[24].
- Медаль «МПА СНГ. 25 лет» (27 марта 2017, Межпарламентская ассамблея СНГ) — за заслуги в деле развития и укрепления парламентаризма, за вклад в развитие и совершенствование правовых основ функционирования Содружества Независимых Государств, укрепление международных связей и межпарламентского сотрудничества[25].
- Почётный гражданин Ленинградской области (2015).

## Комментарии
1. 1 2  До 25 декабря 1993 года — Совет министров — Правительство Российской Федерации.
2. ↑  Состоял членом партии до её запрета в ноябре 1991 года[3].
3. ↑  К сфере деятельности Ю. Ф. Ярова относились Министерство охраны окружающей среды и природных ресурсов, Министерство науки, Министерство образования, Министерство культуры, Министерство социальной защиты, Министерство труда, Госкомвуз, Госкомсанэпидемнадзор, КМФТ, Роскомкино, ФСЗ, Росархив, Роспатент, ВАК, а также Государственный Комитет по социальной защите граждан и реабилитации территорий, пострадавших от Чернобыльской и других радиационных катастроф, и Комитет по муниципальному хозяйству, по социально-экономическому развитию Севера (до их упразднения), Роскомпечать, ФМС и ФСТР (были переданы в ведение С. М. Шахрая)[3].